# Attila Tassi
Attila Tassi (Boedapest, 14 juni 1999) is een Hongaars autocoureur.

## Carrière
Tassi begon zijn autosportcarrière in 2012 in de Hungarian Suzuki Cup, waarin hij drie jaar actief bleef. In 2015 maakte hij de overstap naar de Hungarian Hankook RCM Cup, waarin hij met één overwinning zesde werd. Dat jaar maakte hij ook zijn debuut in de Seat Leon Eurocup voor het team B3 Hungary KFT in de laatste drie raceweekenden van het kampioenschap op de Nürburgring, het Autodromo Nazionale Monza en het Circuit de Barcelona-Catalunya. Met twee tiende plaatsen op Monza als beste resultaten werd hij 25e in de eindstand zonder punten.
In 2016 bleef Tassi voor het B3 Racing Team Hungary rijden, maar hij stapte over naar de TCR International Series, waarin hij uitkwam in een Seat Leon TCR.